# Terrell (Texas)
Terrell város az USA Texas államában, Kaufman megyében. Lakosainak száma 17 465 fő (2020. április 1.).

## Népesség
A település népességének változása:

| 2010 | 15 816 |
| 2020 | 17 465 |